# روسكو ديويت
روسكو ديويت (بالإنجليزية: Roscoe DeWitt)‏ هو مهندس معماري أمريكي، ولد في 1894، وتوفي في 1975.